# Muzeum Instrumentów i Przyrządów Geodezyjnych im. Bolesława Indyka w Poznaniu
Muzeum Instrumentów i Przyrządów Geodezyjnych im. Bolesława Indyka w Poznaniu – muzeum mieszczące się w budynku Zespołu Szkół Geodezyjno-Drogowych w Poznaniu przy ulicy Szamotulskiej 33. W muzeum zgromadzono 105 instrumentów i urządzenia pomiarowe potrzebne w pracach geodezyjnych. 

## Historia
Muzeum powstało w 1966 roku z inicjatywy: inż. Bolesława Indyka, mgr. inż. Stanisława Chmielewicza i mgr. inż. Jana Bausmera. W 2006 roku otrzymało imię inż. Bolesława Indyka w uznaniu zasług dla organizacji tej placówki. W 2017 po raz pierwszy uczestniczyło w programie Noc Muzeów. 

## Zbiory

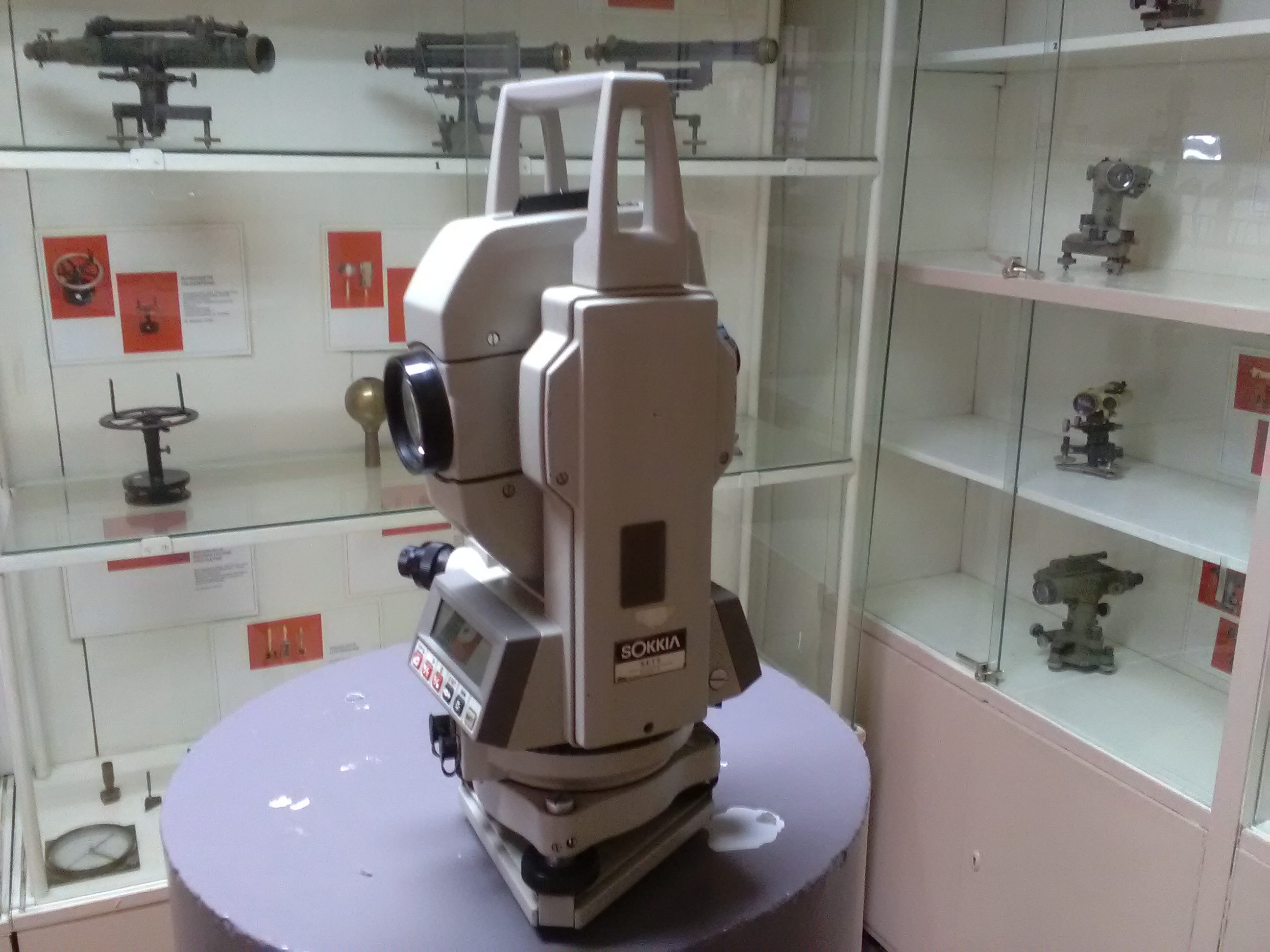
Eksponaty muzeum.

W zbiorach muzeum znajdują się 32 niwelatory. Wśród nich przyrządy pochodzące z okresu międzywojennego takich firm jak: Hildebrand-Wichmann-Werke Freiberg Sachsen z Berlina, W. Wiedemann Königsberg z Królewca, Max Wolz z Bonn, Otto Fennel Söhne z Kassel, Gerlach z Warszawy i R. Reiss z Liebenwerdy. Do najstarszych eksponatów należą: niwelatory wyprodukowane w 1884, 1900–1910 przez firmę F. W. Breithaupt & Sohn z Kassel, teodolit firmy Jos & Jan Frič z Pragi z 1890–1900 roku. W swojej kolekcji muzeum posiada 22 teodolity, 3 stereoskopy, 8 busol, 5 goniometrów, 12 arytmometrów, 8 planimetrów, 5 węgielnic, 3 tachimetry, 5 kierownic geodezyjnych i 2 nanośniki. 